# 5e armée de la Garde
Pour les articles homonymes, voir 5e armée.
La 5e armée de la Garde est une unité soviétique qui a combattu sur le Front de l’Est face à l'Allemagne nazie pendant la Seconde Guerre mondiale, sous le commandement du général Alekseï Jadov. Elle est formée au printemps 1943 à partir de la 66e armée en reconnaissance des actions de cette armée lors de la bataille de Stalingrad. La 5e armée de la Garde a combattu lors de la bataille de Koursk, de l'offensive Belgorod-Khar'kov, de la bataille du Dniepr, de l'offensive Uman-Botoșani, de l'offensive Lvov-Sandomir, de l'offensive Vistule-Oder, de l'offensive de Berlin et de l'offensive de Prague. Au cours de l'offensive de Berlin, des éléments de l'armée se sont joints aux troupes américaines à Torgau sur l'Elbe. Après la guerre, l'armée est dissoute dans le cadre du Groupe central des forces.

## Commandants
- Colonel général Alekseï Jadov (5 mai 1943 - 20 juillet 1946)
- Lieutenant-général Afanasy Beloborodov (en) (20 juillet 1946 -20 mars 1947).